# Sporobolus olivaceus
Sporobolus olivaceus är en gräsart som beskrevs av Diana Margaret Napper. Sporobolus olivaceus ingår i släktet droppgräs, och familjen gräs. Inga underarter finns listade i Catalogue of Life.